# Ошейниковый ёж
Ошейниковый ёж (лат. Hemiechinus collaris) — млекопитающее рода ушастых ежей.

## Общие сведения
Длина тела взрослой особи ежа 14—17,5 см, хвоста — 19—23 мм. Масса 200—500 г. Уши ежа достигают 4 см. Иглы короткие (17—19 мм), с продольными бороздками. На каждой лапе по пять пальцев, лапы длиннее, чем у «европейских родственников». Мех ежа мягкий, тёмного окраса, иглы в основании светло-жёлтые, на конце тёмно-коричневого цвета (иногда чёрного цвета).

## Ареал
Восточный Пакистан, северо-западная Индия. Естественная среда обитания: пустыня, сухие степи, низменности р. Инда.

## Поведение
Как и все ежи активен в ночное время суток. За ночь ошейниковый ёж может пройти от 5 до 9 км. В неволе ежи живут до 7 лет. Одиночное животное.

### Размножение
В период размножения (май-октябрь) отходят от своего образа жизни. При встрече с самкой самец начинает кружить около неё, исполняя своеобразный танец. Самка отгоняет от себя самца, иногда между ними случаются небольшие стычки. Процесс ухаживания у ежей продолжается несколько дней. После спаривания самец может оставаться с самкой 1—2 дня. Половое созревание наступает около 4 месяцев. Беременность длится от 30 до 45 суток. В одном помёте 1—7 ежат. Глаза открываются на 20-й день. В возрасте 25 дней ежата впервые выходят из норы. Уже через неделю они начинают охотиться на насекомых.

## Питание
Питаются насекомыми, мелкими позвоночными животными (ящерицами, грызунами).